# Газопровід Арад – Сегед
Сегед – Арад — інтерконектор, який з'єднав газові мережі Румунії та Угорщини.
Газопровід став першим інтерконектором, спорудженим на виконання прийнятої ЄС «Програми відновлення енергетичного сектору» (Energy Economic Recovery Programme, EERP), метою якої є розвиток конкурентного ринку та підсилення стійкості інфраструктури до непередбачених подій на кшталт «газових війн». ЄС забезпечив фінансування 25 % вартості об'єкту. Спорудження газопроводу почалось у 2009-му, а введення його в експлуатацію припало на наступний рік. 
Трубопровід сполучає угорський газовий хаб у Сегеді із румунським Арадом. До угорського хабу під'єднані трубопроводи Берегдароц – Сегед (поставки ресурсу від українського кордону) і Будапешт – Сегед, а до завершення 2021 року сюди ж має бути виведений Балканський потік (поставки російського газу на Балкани в обхід України). В свою чергу, у Араді існує сполучення з газопроводами Трансильванія – Захід та Арад – Медієшу-Ауріт. 
Довжина інтерконектору  становить 109 км, з яких 47 км припадає на угорську та 62 км на румунську ділянку. Трубопровід виконаний в діаметрі 700 мм та розрахований на робочий тиск у 6,3 МПа. Початкова пропускна здатність газопроводу становила 1,7 млрд м³ на рік у напрямку з Угорщини до Румунії. У 2020 році на території Румунії завершене будівництво основного етапу першої фази газопроводу BRUA, зокрема, компресорної станції у Жупі, що повинне уможливити подачу ресурсу у зворотньому напрямку до Угорщини. За умови подальшого розвитку проекту BRUA пропускна здатність інтерконектору Арад – Сегед має зрости до 4,5 млрд м³ на рік.